# Лопушна (Львівський район)
Лопу́шна — село в Україні, у Львівському районі Львівської області. Населення становить 282 особи. Орган місцевого самоврядування — Бібрська міська рада.

## Історія
Перша писемна згадка про село відноситься до 1396 року.
У податковому реєстрі 1515 року в селі документується піп (отже, уже тоді була церква), млин, шинок і 6 ланів (близько 150 га) оброблюваної землі.